# John Burt
Alexander Baird Burt (Glasgow, 15 d'abril de 1877 – Rutherglen, South Lanarkshire, 29 d'abril de 1935) va ser un jugador d'hoquei sobre herba escocès que va competir a principis del segle xx. Era germà del també jugador d'hoquei sobre herba Alexander Burt.
El 1908 va prendre part en els Jocs Olímpics de Londres, on va guanyar la medalla de bronze en la competició d'hoquei sobre herbal, com a membre de l'equip escocès.